# 유관 (후한)
유관(劉寬, 120년 ~ 185년)은 중국 후한 말기의 정치가이다. 자는 문요(文饒)이다.
그는 홍농(弘農) 화음(華陰) 사람으로 184년에 황건적의 난이 일어났을 때 반란의 음모를 미리 알고 보고하는 역할을 했다.
185년에 66세의 나이로 세상을 떠났다.